# Årsdygnstrafik
Årsdygnstrafik, ÅDT, är det under ett år genomsnittliga trafikflödet per dygn mätt som fordon per dygn, axelpar per dygn eller gående och cyklister per dygn. Årsdygnstrafiken kan användas som underlag för att besluta vilka åtgärder som skall vidtas för vägen.
Om en väg är korsningsfri får det plats cirka 5 000 fordon per fil utan problem. Sveriges mest trafikerade väg är Essingeleden med ÅDT 160-170 000 och det är 8 körfält där (4+4), med svåra köproblem som följd.